# Elatine gussonei
Espèce
Synonymes
- Elatine hydropiper var. gussonei Sommier

Classification APG III (2009)
Statut de conservation UICN

LC : Préoccupation mineure
Elatine gussonei est une espèce de plantes à fleurs de la famille des Elatinaceae. C'est une plante herbacée aquatique endémique de l'archipel maltais et des îles Pélages et récemment découverte en Sicile.

## Synonyme
- Elatine hydropiper var. gussonei (Sommier)

## Taxonomie
La plante est initialement décrite en 1885 comme une Elatine macropoda (Gussone) par le biologiste sicilien Michele Lojacono Pojero (it) lors de sa description de la flore de Lampedusa.
L'espèce est plus tard décrite en 1906 par le biologiste italien Carlo Pietro Stefano Sommier comme une variante de Elatine hydropiper. En 1988, la plante est identifiée comme une espèce à part entière par les biologistes Salvatore Brullo, Edwin Lanfranco (es), Pietro Pavone et Giuseppe Ronsisvalle.
Le nom d'espèce est un hommage au botaniste italien Giovanni Gussone.

## Description
Elatine gussonei est une petite et délicate plante annuelle qui pousse dans les flaques de pluies se constituant sur les roches calcaires de la garrigue. La période végétative est très courte, typiquement de 3 mois, car elle meurt quand l'eau s'évapore à la fin du printemps.
Vers les mois de décembre à janvier, elle forme des petits tapis verts denses, à la base des petits bassins d'eau d'eau ou parfois totalement immergés dans l'eau. Lorsque le niveau de l'eau diminue, la partie supérieure de la plante est exposée à l'air et peu après commence à fleurir. Les fleurs sont toujours aériennes, et pollinisées par les insectes terrestres.
La plante a de petites feuilles glabres, oblancéolées, avec d'assez longs pétioles et avec des marges entières. Les feuilles s'orientent dans des directions opposées ou en paires le long de la tige, fragile, qui peut virer au rouge lorsque les plantes sont matures. Le limbe des feuilles mesure rarement plus de 6 mm de long.
Les fleurs se développent sur un pédoncule distinct (jusqu'à 1 cm de long) et se répartissent soit en une fleur solitaire, soit en groupe de deux ou trois. Les fleurs sont polypétales, actinomorphes (symétrie radiale) et hermaphrodites. La corolle est composée de quatre sépales verts et roses et de quatre pétales de rose avec une forme arrondie ou semi-circulaire. Les sépales sont de la même taille que les pétales chez les jeunes fleurs et grandissent un peu chez les fleurs vieillissantes. Les sépales sont plus grandes dans les endroits ombragés. Les fleurs possèdent huit étamines à anthères jaune pâle et quatre carpelles. L'ovaire se situe au-dessus des pétales et possède des styles libres.
La capsule de fruits est de teinte vert pâle, de forme sphérique et s'ouvre le long de sa circonférence à maturité. Les graines nombreuses et minuscules sont stockées à l'intérieur de la capsule. Elles ont une forme incurvée et sont de couleur brun foncé. Elles sont abandonnées dans la boue sous-jacente (ou de l'eau peu profonde) sans aucun mécanisme particulier de dispersion.
La morphologie et les couleurs de la plante peuvent varier légèrement en fonction de l'exposition à l'ombre ou au soleil, et de la profondeur de l'eau.

## Identification
Les fleurs ont de longs pédoncules (ce qui la distingue de E. hydropiper), les graines sont courbes (ce qui la distingue de E. macropoda).

## Cycle de vie
La germination survient vers le mois de décembre après une grande quantité de précipitation. Les graines germent après avoir longuement trempé dans l'eau des flaques constituées par des creux de rochers contenant un peu de terre au fond. Après la germination, les feuilles sont initialement immergées dans l'eau puis s'élèvent vers la surface en poussant. Lorsque la croissance verticale de la plante combinée à la diminution de l'eau dans la flaque (par évaporation et la diminution des précipitations) permet à la partie supérieure de la plante d'atteindre la surface de l'eau et d'entrer en contact avec l'air, la floraison des bourgeons commence. Le temps nécessaire dépend de la profondeur de la flaque, mais en général, cela survient de la mi-février à la mi-mars. En fait, le pic de floraison de Elatine gussonei est souvent observé lorsque les plantes sont dans la boue ou dans un film d'eau très peu profonde. Vers avril, l'eau s'est considérablement raréfiée et l'Elatine entre dans sa phase de fructification et de dispersion des semences. Lorsque toute l'eau a disparu, la plante meurt ; mais si son cycle d’existence est réussi, des milliers de graines par plante ont été abandonnées dans la flaque. Les graines survivent aux conditions arides et chaudes de la fin du printemps et de l'été, et attendent les prochaine précipitations d'automne pour germer.

## Population et distribution géographique
L'espèce reste rare sur l'archipel maltais avec seulement 4 populations sur Gozo et 22 à Malte. Une de ces populations a récemment disparu.
Elle est très dépendante de la quantité des précipitations et des perturbations de son habitat notamment d'origine anthropique (pollution, remplissage des creux de roche avec du ciment, transformation des terrains par les constructions humaines ou les carrières). L'espèce est considérée comme menacée et en décroissance par l'UICN.
La plante a récemment été identifiée en 2014 près de Modica et Ispica, dans le sud-est de la Sicile.